# Titular Mads
Titular Mads es una banda del género Punk-Rock/Hard-Rock, formados en Toledo en el año 2000. Es conocida por varios temas, entre ellos chica microondas, lluvia de puños, la calle, etc., y por contar en su último disco "Una moneda al aire" con la producción de Leo Jiménez, quien además colabora activamente en unos de sus singles, La adaptación al rock del clásico de Mano Negra "mala vida" el cual dispone de un videoclip rodado por Krea Producciones.

## Historia
- La banda surgió en la ciudad de Toledo en el año 2000 cuando Carry, antiguo batería y Javi (Talega), cantante, se conocieron en una clase del instituto. Más adelante, llegaron nuevos miembros provenientes de otros grupos como “Los Nocturfuckers” o “Los Sonrics” en el caso de Manu. De esta forma se compuso la primera formación con Talega, voz; Carry, batería; Manu, guitarra; Ramón, guitarra y Oscar, bajo. Para todos excepto Manu, esta sería su primera experiencia como banda.

- Tras varios años de ensayos y numerosos conciertos la banda empieza a coger tablas. Es en esta época cuando Titular Mads comienzan a hacerse un hueco en el panorama underground. Durante varios años se mantuvo esta formación, que seguiría tocando además de componiendo y graba dos demos. El primero de 10 temas llamado “la puta cueva” haciendo referencia a su primer local de ensayo, el segundo llevaría el nombre de la banda,  hasta que Ramón, por motivos personales, tuvo que abandonar el grupo dando paso a Rubén, quién pasaría a ser el nuevo guitarrista. En este momento graban su primer álbum “Guarrocanroll” y se lanzan a la carretera para presentarlo por varias ciudades del territorio nacional.

- Más tarde, llegará un período de cambios, Carry, Óscar y Rubén, que dio paso a Chusma quien también se tuvo que marchar, tienen que abandonar la banda, por motivos personales ajenos a la misma. Tras esto, pasan por un periodo de cambios,   pero lejos de hundirse, la banda se adapta a la nueva situación y llega hasta su formación actual con Talega en la voz, Manu y javito a las guitarras, trilli en el bajo  y Fito en la batería.

- Durante los años que esta banda lleva en activo han compuesto numerosos temas, algunos de los cuales están incluidos en recopilatorios como “Toledo no existe” y “Turbofakers Vol 1”. Además, han actuado en diferentes festivales, salas y locales de todo el país entre ellas la sala Ritmo y Compás, Copérnico, Barbarella, Mandrágora o Círculo de Artes. Ciudades como Zaragoza, Almería, Murcia o Bilbao has escuchado sus descargas sonoras y han compartido cartel y escenario con grandes bandas de muy diversos estilos  como Angelus Apátrida, Envidia Kotxina, Canteca de Macao, Rat-Zinger, Jose Andrea (Mago de Oz), Porretas, Ruben Pozo (Pereza) entre otros, han disfrutado de sus shows que convierten su directo en una verdadera fiesta.

- En la actualidad están presentando su último álbum "una moneda al aire" Produciod por Leo Jiménez, grabado y masterizado por Anty horrillo, en la casa de la música de fuenlabrada, Madrid.

## Discografía
- "Una moneda al aire" 2016, producido por Leo Jiménez Y masterizado por Anty Horrillo en "la casa de la música" Fuenlabrada, Madrid.

- "Guarrocanrroll" 2010, autoproducido, masterizado por Mawino, en los estudios "el pequeño terrorista" Toledo.

### Sencillos
- "Tituar mads" 2008

- "la puta cueva" 2006

### Colaboraciones
- "mala vida" del disco "una moneda al aire" con Leo Jiménez a las guitarras y coros

- "Dime" del disco "Una moneda al aire" con  Leo Jiménez a los coros

- "Que haces aquí" del disco "Una moneda al aire" con Podri (rat-zinger/Anarco) colaboración de voces